# Desafíos
Desafíos es el título del quinto álbum de la banda de rock argentina Las Pastillas del Abuelo. Editado en el año 2011, con 13 canciones.
Es una obra conceptual que se complementa con su antecesor, "Crisis", lanzado en 2008. Se trata de "Desafíos", un álbum con sonidos más potentes que pueden preverse desde el primer adelanto, "Gobiernos Procaces". La canción fue grabada en vivo en el estadio Luna Park el 2 de julio pasado. Ese mismo día se presentó otro tema, "Viles medios"; ambas canciones abiertamente politizadas, y así parece ser el contenido del álbum, dando forma a una placa en la que conviven armoniosamente letras relacionadas con el actual contexto sociopolítico y cuestiones existenciales de la vida.
En "Desafíos" participan músicos invitados como León Gieco, en voz y armónica; Mario Gusso en percusión; Matías Traut en Trombones; y Guillermo “Guito” Daverio en contrabajo. Contiene 13 canciones grabadas en los estudios Yuno bajo la producción de Gustavo Iglesias y Hernán Martín.
El disco fue grabado durante los meses de julio y agosto de 2011 en el estudio Yuno y en la sala que se inunda por Guillermo Guito Daverio y Daniel De Vita, fue mezclado en Yuno por Gustavo Iglesias y masterizado por Pablo López Ruíz en 3.3.2 Studio. Fue lanzado por el sello "Crack Discos".

## Listado de canciones
Todas las canciones compuestas por Las Pastillas del Abuelo; todas las letras escritas por Juan Germán Fernández, excepto donde dice lo contrario.

| N.º | Título                        | Letras                         | Duración |  |
| 1.  | «Cambios de Tiempo!»          |                                | 5:00     |  |
| 2.  | «Viejo Karma!»                |                                | 5:13     |  |
| 3.  | «Leer y Escribir!»            |                                | 5:07     |  |
| 4.  | «Lo Que No Se Ve!»            |                                | 6:02     |  |
| 5.  | «Fuerza, Locura y Libertad!»  | Boti, Yahir, Gringo, Fernández | 5:13     |  |
| 6.  | «Loco, No Discrimines!»       | Alberto Sueiro, Fernández      | 3:34     |  |
| 7.  | «La Experiencia!»             | Diego Bozzalla                 | 4:26     |  |
| 8.  | «Viles Medios!»               |                                | 5:09     |  |
| 9.  | «El Fondo de Tu Vida!»        | Bozzalla                       | 4:01     |  |
| 10. | «Gobiernos Procaces!»         |                                | 4:56     |  |
| 11. | «Ojos de Dragón!»             |                                | 4:17     |  |
| 12. | «Diosa de la Transformación!» |                                | 5:58     |  |
| 13. | «Hasta Acá Nos Ayudó Dios!»   |                                | 6:18     |  |

## Miembros
- Juan Germán Fernández - voz, guitarra, armónica
- Alejandro Mondelo - teclados y pianos
- Diego Bozzalla - guitarras
- Fernando Vecchio - guitarras
- Joel Barbeito - saxos
- Santiago Bogisich - bajos
- Juan Comas - baterías

## Colaboraciones
- Fernando Isaías - trompeta
- Mario Gusso - percusiones en canciones 3, 4, 5, 9, 10 y 11
- Matias Traut - trombones en canciones 4, 6, 8, y 12
- Guillermo Daverio - contrabajo en canción 12
- León Gieco - voz y armónica en canción 10
- Bárbara Silva - voces en canciones 10 y 12
- Hernán Sileoni - voces en canciones 1 y 10
- Nicolás Oviedo - voces en canciones 8 y 10